# Anusin (Modryń)
Anusin – część wsi Modryń w Polsce, położona w województwie lubelskim, w powiecie hrubieszowskim, w gminie Mircze.
Dawniej gromada w gminie Mircze, a od 1936 w gminie Miętkie. W latach 1975–1998 miejscowość administracyjnie należała do województwa zamojskiego. 
Wierni Kościoła rzymskokatolickiego należą do parafii Zmartwychwstania Pańskiego w Mirczu.